# Дефорест Келлі
ДеФорест Джексон Келлі (англ. DeForest Jackson Kelley); 20 січня 1920 — 11 червня 1999) — американський актор, сценарист, поет і співак, відомий своїми ролями у вестернах і як командер, доктор Леонард МакКой корабля Ентерпрайз у серіалі та фільмах Зоряний шлях.

## Вибрана фільмографія
| Рік  |   | Українська назва                  | Оригінальна назва                      | Роль                   |
| ---- | - | --------------------------------- | -------------------------------------- | ---------------------- |
| 1953 | ф | Чоловіки                          | The Men                                | (в титрах не вказаний) |
| 1964 | ф | Куди пішла любов                  | Where Love Has Gone                    | Сем Корвін             |
| 1979 | ф | Зоряний шлях: Фільм               | Star Trek: The Motion Picture          | Леонард «Боунз» Маккой |
| 1982 | ф | Зоряний шлях 2: Гнів Хана         | Star Trek II: The Wrath of Khan        | Леонард Маккой         |
| 1984 | ф | Зоряний шлях 3: У пошуках Спока   | Star Trek III: The Search for Spock    | Леонард Маккой         |
| 1986 | ф | Зоряний шлях 4: Подорож додому    | Star Trek IV: The Voyage Home          | Леонард Маккой         |
| 1989 | ф | Зоряний шлях 5. Останній кордон   | Star Trek V: The Final Frontier        | Леонард Маккой         |
| 1991 | ф | Зоряний шлях 6: Невідкрита країна | Star Trek VI: The Undiscovered Country | Леонард Маккой         |

| Актор | Це незавершена стаття про актора. Ви можете допомогти проєкту, виправивши або дописавши її. |